# Comuna Lohovo, Muncaci
Lohovo (în ucraineană Лохово) este o comună în raionul Muncaci, regiunea Transcarpatia, Ucraina, formată din satele Cereiivți și Lohovo (reședința).

## Demografie
Componența lingvistică a comunei Lohovo
     Ucraineană (99,45%)
     Alte limbi (0,55%)
Conform recensământului din 2001, majoritatea populației comunei Lohovo era vorbitoare de ucraineană (99,45%), existând în minoritate și vorbitori de alte limbi.